# ワイルドウエスタン
『ワイルドウエスタン』（WILD WESTERN）は、1982年にタイトーから発売されたアーケードゲームである。

## 基本ルール
8方向レバーで馬（シェリフ）の移動、ダイヤルスイッチ（弾の方向決定と発射）とボタン（アクション）でシェリフを操作する。プレイヤーに向かって弾を撃ってくる敵をやっつけることが目的。
ダイヤルスイッチは、ダイヤルを回して弾の方向を決定し、押すと弾を撃つ。移動レバーとは別々になっているため、進行方向と異なる方向に弾を撃つことが出来る。
ボタンは画面中央で走っている列車に乗るときに使用する。

## ミスの条件
- 岩、サボテン、建築物、敵の馬に触れた。
- 敵の弾に当たった。
- 列車に触れた。
- 川に落ちた
- アクションボタンを押した後、列車に乗れなかった。
- 列車に乗っている時にパイプに触れた。
- 3人以上の敵が列車に乗った（列車が切り離されてミス、事実上のタイムオーバー）。

## ボーナスゲーム
ステージクリアするとボーナスゲームに進む。飛んでくるコインをタイミング良く撃つと基準点（面数×1000、ただし最高10000）の2倍のボーナス点が入る。失敗しても基準点はもらえる。ちなみにステージクリアと同時にプレイヤーが全滅した場合は、ボーナスゲーム終了後にゲームオーバーとなる。

## テクニック
敵が撃った弾は列車に当たると消えてしまうが、プレイヤーが撃った弾は跳ね返って角度が変わるので、これを利用して敵の死角に入り、倒すことが出来る。

## 移植版
| No. | タイトル               | 発売日                                    | 対応機種                              | 開発元               | 発売元     | メディア                                   | 型式                       | 売上本数 | 備考               |
| --- | ---------------------- | ----------------------------------------- | ------------------------------------- | -------------------- | ---------- | ------------------------------------------ | -------------------------- | -------- | ------------------ |
| 1   | ワイルドウエスタン     | 1983年8月                                 | FM-7                                  | キャリーラボ         | ニデコム   | カセットテープ                             | -                          | -        |                    |
| 2   | ワイルドウエスタン     | 1983年9月                                 | PC-8801                               | キャリーラボ         | ニデコム   | フロッピーディスク                         | -                          | -        |                    |
| 3   | ワイルドウエスタン     | 1983年                                    | MZ-2200/MZ-2000 X1                    | キャリーラボ         | ニデコム   | カセットテープ                             | -                          | -        |                    |
| 4   | タイトーメモリーズ下巻 | 2005年8月25日                             | PlayStation 2                         | Mine Loader Software | タイトー   | DVD-ROM                                    | SLPM-66092                 | -        | アーケード版の移植 |
| 5   | Taito Legends 2        | 2006年3月30日 2006年3月31日 2007年5月16日 | Xbox PlayStation 2                    | Empire Interactive   | Destineer  | DVD-ROM                                    | PS2: SLES-53852 SLUS-21349 | -        | アーケード版の移植 |
| 6   | Taito Legends 2        | 2006年3月31日 2007年7月10日               | Windows                               | Empire Interactive   | Destineer  | CD-ROM                                     | -                          | -        | アーケード版の移植 |
| 7   | ワイルドウエスタン     | 2019年6月20日                             | PlayStation 4 （PlayStation Network） | タイトー             | ハムスター | ダウンロード （アーケードアーカイブス）    | -                          | -        | アーケード版の移植 |
| 8   | タイトーマイルストーン | 2022年2月24日                             | Nintendo Switch                       | ハムスター           | タイトー   | Nintendo Switch用ゲームカード ダウンロード | -                          | -        | アーケード版の移植 |